# Апанасенковское
Апанасенко́вское — село в составе Апанасенковского района (муниципального округа) Ставропольского края России.

## Варианты названия
- Апанасенковское (Митрофановское)[4],
- Митрофановка (Хамхута)[5]:44, Митрофановское (Хам-Хулта)[6]:11
- Новомитрофановское[7].

## География
Село расположено в восточной части Ставропольского края, в открытой равнинной местности.
Расстояние до краевого центра: 210 км.
Расстояние до районного центра: 25 км.
Площадь сельсовета — 4,54 км², сельского поселения — 26,84 км²

## История
По сведениям А. И. Твалчрелидзе, «основание селу было положено в 1872 году переселенцами из разных губерний России на земле в находившейся прежде во владении трухмен»; оно возникло «в открытой местности, на ручье „Хале-Хульте“ и на балке „Исаку-кулак“». В справочнике «Административно-территориальное устройство Ставрополья с конца XVIII века по 1920 год» (2008) сообщается, что селение было образовано в 1783 году на участке урочищ Хамхулты (Хамкулты, Хан-Хулта) и Соку (Саку-Кулак, Санту-Кулак). В том же году, «согласно желанию местных жителей», село получило официальное название Митрофановское (в честь Святого Митрофана или церкви, названной именем этого святого).
Большинство коренных жителей села были украинцами, выходцами из Черниговской, Воронежской, Полтавской губерний. Основным занятием жителей являлись земледелие и скотоводство.
В 1875 году в селе был построен молитвенный дом в честь Святого Митрофана, а впоследствии жители выстроили деревянную церковь в честь того же святого. К 1897 году село состояло из 360 дворов и 400 домов; по окладным листам в нём числилось 798 «ревизских душ», а по посемейным спискам — 2850 «наличных душ» (1461 мужчин и 1389 женщин).
В 1935 году село Митрофановское было переименовано в село Апанасенковское — в честь уроженца села, советского военачальника И. Р. Апанасенко.
В 1934—1938 годах село было районным центром Апанасенковского района.
15 мая 1952 года в Ипатовский район был Бело-Копанский поссовет. 
На 1 марта 1966 года село было административным центром Апанасенковского сельсовета:8.
До 16 марта 2020 года село образовывало упразднённое сельское поселение село Апанасенковское.

## Население
| 1873  | 1897  | 1903  | 1908  | 1925  | 1926  | 1989  | 2002  | 2010  |
| ----- | ----- | ----- | ----- | ----- | ----- | ----- | ----- | ----- |
| 568   | ↗2604 | ↗3250 | ↗3693 | ↘3290 | ↘2961 | ↘2201 | ↘2174 | ↘2031 |
| 2011  | 2012  | 2013  | 2014  | 2015  | 2016  | 2017  | 2018  | 2019  |
| ↘2027 | ↗2035 | ↘2005 | ↘1954 | ↘1930 | ↘1879 | ↗1883 | ↘1862 | ↘1835 |
| 2020  | 2021  |       |       |       |       |       |       |       |
| ↘1820 | ↗1842 |       |       |       |       |       |       |       |

Национальный состав
По итогам переписи населения 2010 года проживали следующие национальности (национальности менее 1 %, см. в сноске к строке «Другие»):
| Национальность | Численность | Процент |
| -------------- | ----------- | ------- |
| Русские        | 1627        | 80,11   |
| Даргинцы       | 231         | 11,37   |
| Цыгане         | 33          | 1,62    |
| Другие         | 140         | 6,89    |
| Итого          | 2031        | 100,00  |

## Инфраструктура
- Администрация муниципального образования села Апанасенковского
- Дом культуры
- Библиотека
- Врачебная амбулатория. Открыта 15 мая 1934 года как Апанасенковская участковая больница[39]
- Аптека
- Сбербанк России, Филиал № 5241/00005
- Пожарная часть № 38
- В юго-восточной части села расположено общественное открытое кладбище площадью 56000 м²[40]

## Образование
- Детский сад № 10 «Колокольчик» на 50 мест
- Средняя общеобразовательная школа № 13 на 350 мест. Открыта 14 октября 1981 года[41]

## Экономика
Основой экономики является сельскохозяйственное производство. Бюджет муниципального образования формируется на поступления налогов от организаций и предприятий, находящихся на территории села, налога на землю и арендной платы за землю.
- Сельскохозяйственное предприятие «Гвардеец»[42]
- На территории муниципального образования расположены 18 предприятий, организаций и учреждений, из них 4 малых предприятия. Работает пункт по приёму и охлаждению молока, который охватывает заготовку молока восточной части Апанасенковского района.

## Памятники
- Братская могила красных партизан гражданской войны[43]
- Могила командира партизанского отряда Д. Р. Апанасенко[43]
- Памятник генералу армии И. Р. Апанасенко. Установлен в 1968 году[43]
- Мемориал Славы. Создан в 1972 году[43]

## Люди, связанные с селом
- И. Р. Апанасенко (1890—1943) — советский военачальник, генерал армии
- Иващенко Андрей Фёдорович, 1935 года рождения, тракторист сельскохозяйственного производственного кооператива «Гвардеец», полный кавалер ордена Трудовой Славы[44]
- В. И. Книга (1883—1961) — советский военачальник, генерал-майор